# Sant Corneli de Collbató
Sant Corneli de Collbató és un edifici del municipi de Collbató (Baix Llobregat) protegida com a bé cultural d'interès local.

## Descripció
Es tracta d'un edifici bastit amb pedres irregulars i maó. La portada està realitzada en pedra bona. La façana està culminada per una forma ondulada, amb una obertura circular al centre. S'hi observar una escultura de Sant Corneli situada sobre un pedestal dins un nínxol obert sobre la porta d'entrada a l'església. El sant, patró de la parròquia, és representat com a bisbe, assegut, vestit amb un llarg hàbit, barbat i amb una de les mans obertes, possiblement per sostenir la palma. És del segle xviii, o potser del XVII. És coetània a la construcció barroca.
Hi ha un relleu que sembla representar l'escena de la pietat amb la Verge sostenint Crist. Pot ser un dels elements reaprofitats en la construcció de l'església. Així ho fa sospitar la seva ubicació
S'hi observa una dovella clau d'un arc de portal, segurament del segle xvii i possiblement estaria situada a l'accés a l'església. Té esculpida una fornícula amb una petxina dins la qual hi ah un relleu de Sant Corneli amb la tiara papal. El seu nom és inscrit a dalt amb lletres romanes. Als carcanyols hi ha uns caps d'angelets i sota la peanya que sosté el sant hi ha un altre cap major, a manera de permòdol, que sembla també d'un àngel. La tècnica mostra un acusat caràcter popular.
També destaca una talla policromada barroca dels segles XVII-XVIII situada a la capella lateral del Roser de la Mare de Déu del Roser.

## Història
L'església de Sant Corneli és documentada des del segle xi. Sembla que va ser reformada al s. XVI o a la primera meitat del XVII encara que aquest degués ser parcial, ja que entre finals del s. XVIII i principis del XIX es renovà totalment l'edifici, construint-lo de nova planta. És llavors quan es degué paredar el relleu, que aparegué sota la rosassa de la façana durant una restauració el 1985.